# Dmitro Višnevecki
Dmitro Ivanovič Višnevecki (ukrajinsko Дмитро Іванович Вишневе́цький, rusko  Дмитрий Иванович Вишневе́цкий, poljsko Dymitr Wiśniowiecki) je bil magnat v Voliniji. Knez grba Koribut, vodja Zaporoških kozakov, hetman, lastnik posestva v mestecu Višnivec, dal zgraditi Horticki grad na otoku Mala Hortica na reki Dneper, okoli katerega so se začeli zbirati kozaki, kar velja za začetek Zaporoške Seči. * 1516, Višnivec, † 1563, Konstantinopel, Osmansko cesarstvo.
V ukrajinskih ljudskih pesmih je znan kot Bajda.

## Življenje
Rojen je bil v mogočni družini ukrajinskega magnata Ivana Višnoveckega (? -1542) in Anastazije Semenivne Olizarovič (? -1536).
Dmitro Višnevecki je sprva živel v mestecu Višnjvec v  Kremenskem okrožju. V letih 1550–1553 je postal starosta Čerkezov  Kanivskega okrožja in bil prvi v zgodovini je bil imenovan  za pravega kozaškega hetmana.
Dmitro Bajda Višnevecki je bil sposoben vodja, čeprav nekoliko nepremišljen pustolovec. Leta 1550 je začel organizirati kozaško vojsko proti Krimskemu kanatu. Nezadovoljen s politiko kralja Sigismunda II. Avgusta o katolizaciji in centralizaciji oblasti je bil pripravljen preiti na stran Osmanskega cesarstva.  Kljub temu je bil pooblaščen za utrditev otoka Mala Hortica južno od brzic Dnepra. Po besedah Hruševskega je Višnevecki trdnjavo zgradil iz svojega žepa, ker mu niti Sigismund II. Avgust niti  Devlet I. Geraj nista hotela dati nobene pomoči. Sčasoma je trdnjavo utrdil do te mere, da je kan Devlet I. ni mogel osvojiti, s tem pa je tudi odvračal kanove napade na Carsko Rusijo. 
Leta 1556 je v službi Ivana Groznega pomagal voditi dva pohoda ukrajinskih kozakov in Rusov proti Krimskim Tatarom okrog Očakova. Leta 1558 je pustošil okoli Perekopa in leta 1559 napadel Donec  na  Donu. Po začetku livonske vojne je Ivan Grozni usmeril svojo  pozornost proti zahodu in  Višnevecki se je  z velikim številom svojih adigejskih bojevnikov vrnil v litovsko službo. Njegovo Pjatigorski odredi so v naslednjih stoletjih postali glavna vojaška sila poljsko-litovske Republike obeh narodov. Leta 1561 je na prošnjo litovskega kneza nadaljeval utrjevanje Hortice.
Leta 1563 je bil vpleten v moldavske notranje zadeve in morda upal pridobiti moldavski prestol, a so ga Osmani premagali in  ujeli. Po zavrnitvi prošnje Ivana Groznega, da ga osvobodijo,  so ga v Konstantinoplu  mučili do smrti.
Utrdba Hortica, imenovana seč, je služila za zgled kasnejšim trdnjavam Zaporoške Seči.

## Višnevecki v kulturi
Portret Višneveckega je jasno prikazan v epskem filmu Potop Jerzyja Hoffmana, čeprav s potopom ni imel verjetno nobene zveze. 
Prikazan je tudi v romanu  Dorothy Dunnett  The Ringed Castle (Obkoljeni grad) iz leta  1971. 
V filmu  Propala Hramota (Izgubljeno pismo, 1972) je odlomek stare ukrajinske ljudske pesmi, ki jo poje Ivan Mikolajčuk:
Ой як стрілив - царя вцілив,
А царицю в потилицю…
Zelo znana je tudi ukrajinska ljudska pesem Duma o Bajdi.